# Skala-Podilska
Skala-Podilska (ukrainisch Скала-Подільська; russisch Скала-Подольская/Skala-Podolskaja, polnisch Skała [Podolska/nad Zbruczem]) ist eine Siedlung städtischen Typs im Rajon Ternopil der Oblast Ternopil im Westen der Ukraine.

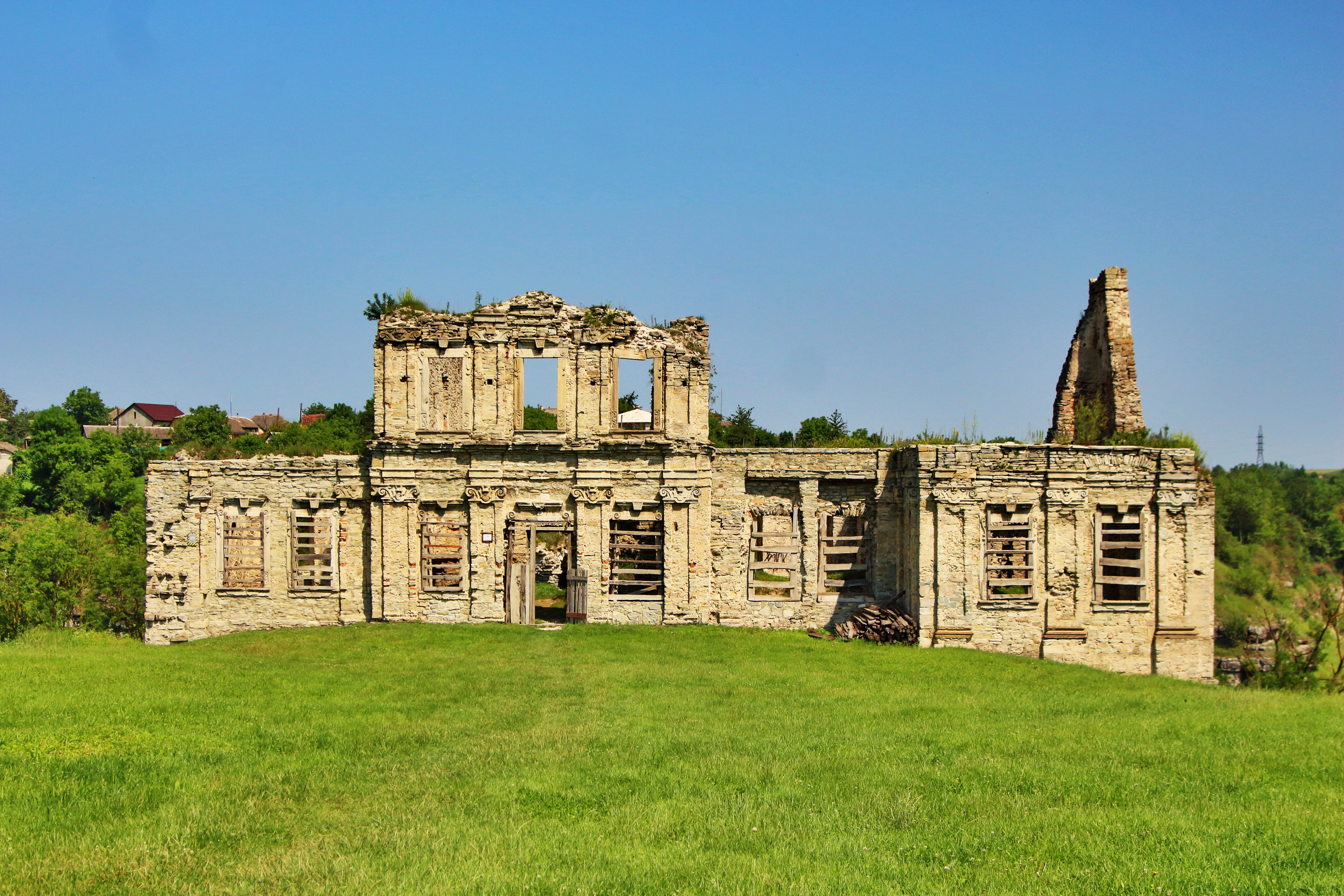
Palas der Burgruine im Ort

Der Ort liegt etwa 88 Kilometer südöstlich der Oblasthauptstadt Ternopil und 14 Kilometer nordöstlich der ehemaligen Rajonshauptstadt Borschtschiw am Fluss Sbrutsch.

## Geschichte
Der Ort wurde 1394 zum ersten Mal schriftlich erwähnt, erhielt 1443 das Magdeburger Stadtrecht, lag zunächst in der Adelsrepublik Polen-Litauen, Woiwodschaft Podolien und kam 1772 als Skała zum damaligen österreichischen Kronland Galizien.
Nach dem Ende des Ersten Weltkrieges kam der Ort zur Polnischen Republik (in die Woiwodschaft Tarnopol, Powiat Borszczów), wurde im Zweiten Weltkrieg 1939 bis 1941 von der Sowjetunion und dann bis 1944 von Deutschland besetzt und hier in den Distrikt Galizien eingegliedert.
Im Januar 1940 wurde der Ort zur Rajonshauptstadt des Rajons Skala-Podilska bestimmt, dieser bestand bis zu seiner Auflösung im Jahre 1962.
Nach dem Ende des Krieges wurde der Ort der Sowjetunion zugeschlagen, dort kam das Dorf zur Ukrainischen SSR und ist seit 1991 ein Teil der heutigen Ukraine. 1956 wurde dem nunmehr Skala-Podolskaja/Skala-Podilska genannte Ort der Status einer Siedlung städtischen Typs verliehen.
1898 wurde im Ort ein Bahnhof an der heutigen Bahnstrecke Horischnja Wyhnanka–Iwane-Puste eröffnet.

## Verwaltungsgliederung
Am 17. Juli 2015 wurde die Siedlung zum Zentrum der neugegründeten Siedlungsgemeinde Skala-Podilska (Скала-Подільська селищна громада Skala-Podilska selyschtschna hromada). Zu dieser zählten auch noch die 11 in der untenstehenden Tabelle aufgelisteten Dörfer, bis dahin bildete sie die gleichnamige Siedlungsratsgemeinde Skala-Podilska (Скала-Подільська селищна рада/Skala-Podilska selyschtschna rada) im Osten des Rajons Borschtschiw.
Am 12. Juni 2020 kamen noch die 3 Dörfer Burdjakiwzi, Dubiwka und Sbrysch zum Gemeindegebiet.
Seit dem 17. Juli 2020 ist sie ein Teil des Rajons Tschortkiw.
Folgende Orte sind neben dem Hauptort Skala-Podilska Teil der Gemeinde:
| Name                     | Name       | Name                     | Name        | Name |
| ukrainisch transkribiert | ukrainisch | russisch                 | polnisch    |      |
| ------------------------ | ---------- | ------------------------ | ----------- | ---- |
| Bereschanka              | Бережанка  | Бережанка                | Bereżanka   |      |
| Burdjakiwzi              | Бурдяківці | Бурдяковцы (Burdjakowzy) | Burdiakowce |      |
| Dubiwka                  | Дубівка    | Дубовка (Dubowka)        | Dębówka     |      |
| Huschtyn                 | Гуштин     | Гуштын (Guschtyn)        | Gusztyn     |      |
| Huschtynka               | Гуштинка   | Гуштинка (Gustinka)      | Gusztynek   |      |
| Iwankiw                  | Іванків    | Иванков (Iwankow)        | Iwanków     |      |
| Losjatsch                | Лосяч      | Лосяч                    | Łosiacz     |      |
| Nywra                    | Нивра      | Нивра (Niwra)            | Niwra       |      |
| Pidpylypja               | Підпилип'я | Подпилипье (Podpilipje)  | Podfilipie  |      |
| Salutschtschja           | Залуччя    | Залучье (Salutschje)     | Załucze     |      |
| Sbrysch                  | Збриж      | Збриж (Sbrisch)          | Zbrzyź      |      |
| Trijzja                  | Трійця     | Троица (Troiza)          | Trójca      |      |
| Turyltsche               | Турильче   | Турильче (Turiltsche)    | Turylcze    |      |
| Werbiwka                 | Вербівка   | Вербовка (Werbowka)      | Wierzbówka  |      |

## Persönlichkeiten
- Philipp Menczel (1872–1941), altösterreichischer Rechtsanwalt, Journalist, Herausgeber und Zionist